# تقویت‌کننده الکترونیکی

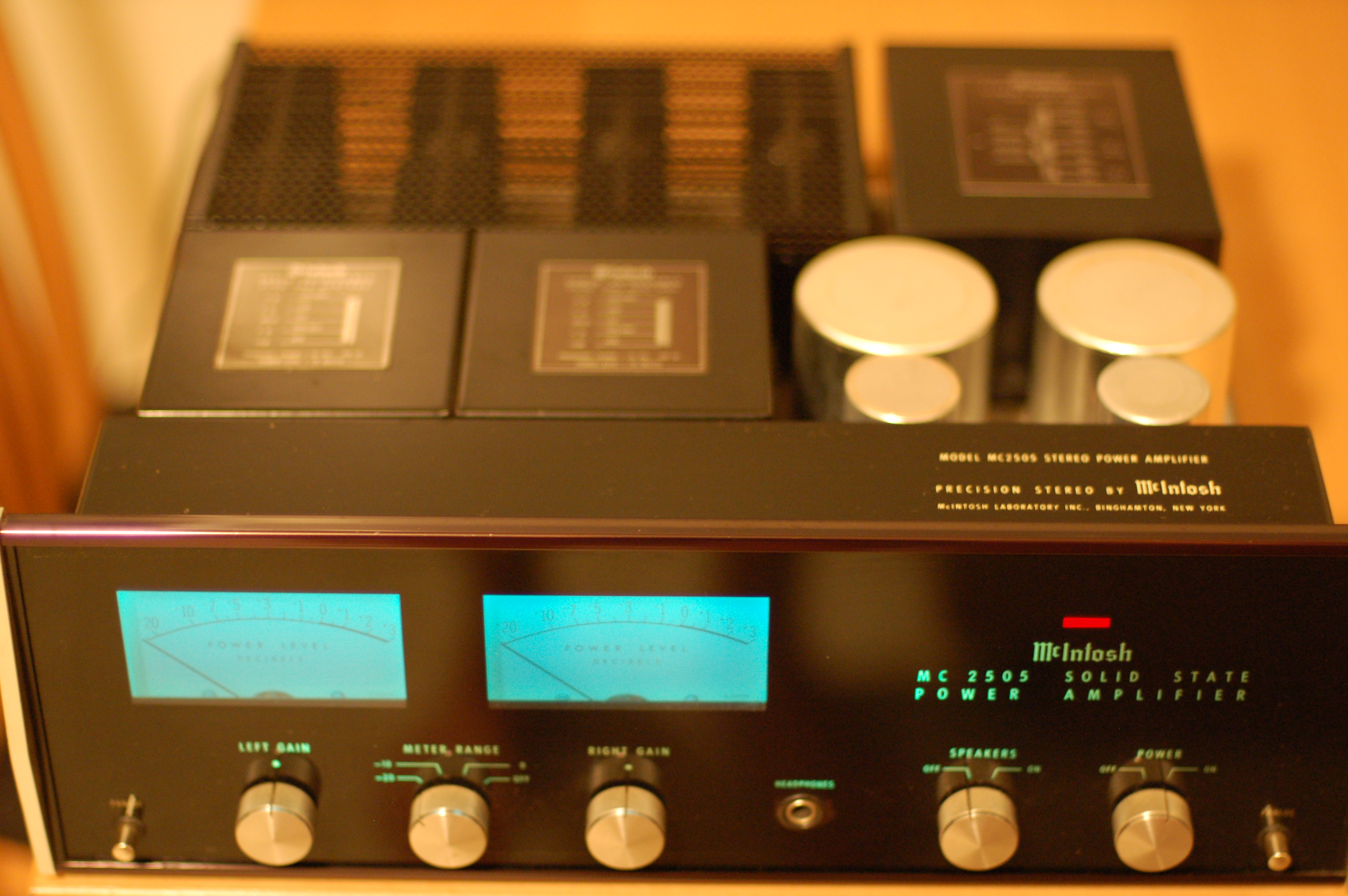
یک تقویت‌کننده صدای استریو (دوبانده) که در دهه ۱۹۷۰ در دستگاه‌های پخش خانگی استفاده می‌شد.

تقویت‌کردن به معنای افزایش دامنه (جریان یا ولتاژ) یک سیگنال متغیر با زمان است. در این شکل، دامنه سیگنال (ولتاژ) سه برابر شده‌است (بهره برابر ۳ است)، به عبارتی در هر نقطه.

تقویت‌کنندهٔ الکترونیکی یا ساده‌تر، تقویت‌کننده، که به آن آمپلی‌فایر (به انگلیسی: Amplifier) نیز می‌گویند، مدار یا سیستمی برای تقویت دامنه یا توان سیگنال است. تقویت‌کننده باید شکل سیگنال را تا جای ممکن حفظ کرده و آن را به‌هم نریزد و اصطلاحاً سیگنال را دچار اِعوِجاج نکند.
تقویت‌کنندگی یک تقویت‌کننده را با بهره آن می‌سنجند. بهره، نسبت ولتاژ، جریان یا توان خروجی، به ورودی‌ست. تقویت‌کننده، مداری است که بهره آن بزرگتر از یک است.
تقویت‌کننده‌، یکی از اساسی‌ترین واحدها در مهندسی الکترونیک است. کاربرد تقویت‌کننده‌ها بسیار گسترده‌است و آن‌ها انواع فراوانی دارند. تقریباً در همه کاربردهایی که در آنها، عملیات یا پردازشی روی سیگنال اجرا می‌شود، دست‌کم یک بار تقویت سیگنال لازم است؛ از تقویت‌کننده‌ها برای تقویت صدا در سازهایی مانند گیتار برقی، برای تقویت سیگنال دریافت‌شده در یک گیرنده رادیویی، یا برای تقویت صدا در دستگاه‌های پخش خانگی و خودرو، و ... استفاده می‌شود.

## انواع
تقویت‌کننده‌ها را می‌توان از چندین دیدگاه‌، مثلاً بر اساس محدودهٔ فرکانسی سیگنال ورودی، دسته‌بندی کرد. برای مثال، تقویت‌کنندهٔ صدا، سیگنال صدا را در محدودهٔ تا کمتر از ۲۰ کیلوهرتز تقویت می‌کند. تقویت‌کننده‌های فرکانس رادیویی (RF)، سیگنال رادیویی که کاریِر آن‌ها در محدوده چند ده کیلوهرتز تا چند ده گیگاهرتز است را تقویت می‌کنند (گرچه در عمل، پهنای باند هیچ تقویت‌کننده‌ای، تا این حد بزرگ نیست)، و سِروو تقویت‌کننده‌ها (Servo Amplifiers) و تقویت‌کننده‌های ابزاردقیق می‌توانند در فرکانس‌های بسیار کم (چندین هرتز یا کمتر) کارکنند.

مدار یک تقویت‌کننده سه‌طبقه فیدبک‌دار؛ طبقهٔ اول، یک تقویت‌کنندهٔ تفاضلی است (شامل Q1, Q2). طبقهٔ دوم، یک تقویت‌کنندهٔ سادهٔ امیتر-مشترک است (Q3)، و طبقه سوم یک تقویت‌کنندهٔ توان کلاسِ AB است (Q4, Q5). مقاومت R8، فیدبَک را شکل می‌دهد.

تقویت‌کننده‌ها را می‌توان بر پایهٔ محل قرارگرفتن در مدار نیز دسته‌بندی کرد. برای مثال، از پیش‌تقویت‌کنندهها پیش از سایر مراحل پردازش سیگنال استفاده می‌شود.

## خصوصیات
تقویت‌کننده‌ها را بر اساس پارامترهای زیر مشخص می‌کنند:
- بهره: نسبت دامنهٔ سیگنال خروجی به ورودی.
- پهنای‌باند: محدوده فرکانسی مفید تقویت‌کنندگی.
- راندمان: نسبت توان خروجی به کل توان مصرفی.
- خطسانی: بازهٔ ولتاژی که بهره، یکسان باقی می‌ماند.
- عدد نویز: میزان نویز که در خروجی با سیگنال آمیخته می‌شود.
- محدوده دینامیک خروجی (Output dynamic range): نسبت بزرگترین به کوچکترین سطح مفید سیگنال خروجی است، و معمولاً بر حسب dB بیان می‌شود.
- نرخ چرخش: حداکثر نرخ تغییر خروجی.
- زمان صعود، زمان نشست (Settling time)، طنین (Ringing) و فراجهش: که تعیین‌کننده پاسخ پله تقویت‌کننده هستند.
- پایداری: خودداری از خود-نوسانی (self-oscillation)

تقویت‌کننده‌ها را با ویژگی‌های سیگنال ورودی، خروجی و اینکه چطور این دو با هم ارتباط دارند مشخص می‌کنند.